# 세종대로
세종대로(世宗大路, Sejong-daero)는 서울특별시 중구 남대문로5가 67-2에서 시작하여 종로구 세종로 1-58에서 끝나는 도로이다. 도로명 고시 이전에는 종로구 구간을 세종로(世宗路), 중구 숭례문 이북 구간을 태평로(太平路), 이남 구간을 남대문로(南大門路)라고 했다.
너비는 100m로서 대한민국에서 가장 넓은 길이다. 또한 교보빌딩, 세종문화회관, 정부서울청사 등 문화와 행정의 중심 건물들이 밀집해 있다. 이 길의 시점인 고종 즉위 40년 칭경(稱慶)기념비전 인근 신한은행 광화문 지점 앞에 1914년에 설치한 서울특별시의 도로원표가 놓여 있다. 이는 서울특별시와 각 도시간 거리를 측정하는 기준이 된다.경복궁과 덕수궁, 숭례문 이세개의 문화재를 잇는 도로이기도 하다.

## 주요 경유지
서울특별시
- 중구 (남대문로5가 - 봉래동1가 - 남대문로4가 - 태평로2가 - 정동 - 태평로1가)
- 종로구 (세종로)

## 역사

### 조선 시대
세종로는 조선시대 당시에도 58자(尺)로 뚫린 가장 넓은 길이었다. 뿐만 아니라 오늘날의 국무회의 격인 의정부(議政府)를 비롯하여 이조, 호조, 예조 등 육조(六曹)와 한성부(漢城府), 사헌부 등 주요 관아가 위치한 곳으로서 조선왕조 행정의 중심지이기도 했다. 따라서 이 일대를 육조거리[六曹街] 또는 육조앞[六曹前], 육조앞길[六曹前路]이라 불렀으며, 육조거리가 끝나는 광화문 네거리 일대에는 나즈막한 황토 언덕이 있어서 이곳을 '황토마루(黃土峴)'라고 불리기도 했다. 현재 세종로 사거리에 해당하는 곳에 해태상이 있어서 '해태앞'이라고 부르기도 하였다.
태평로라는 이름은 조선시대에 임진왜란 전까지 명나라 사신을 접대하던 태평관(太平館)에서 유래했다.

### 일제 시대

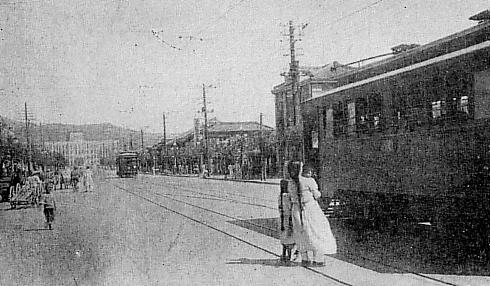
태평통에서 바라본 경성부청

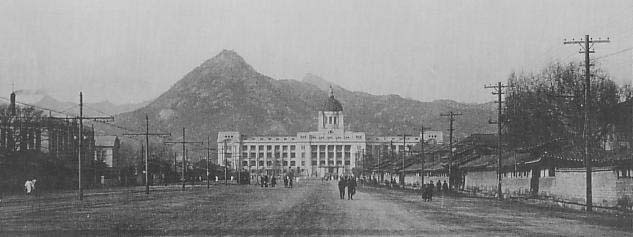
광화문통에서 바라본 조선총독부 청사

1912년에 발표된 일제의 경성시구개수예정계획(京城市區改修預定計劃)에 따라 광화문 앞 거리에 광화문통(光化門通)이라는 이름이 붙었다. 또한 태평관 앞 거리도 태평통(太平通)으로 개칭하였다.
1936년에는 조선총독부가 광화문통의 가로폭을 30간(약 53m)으로 축소했다.

### 해방 이후

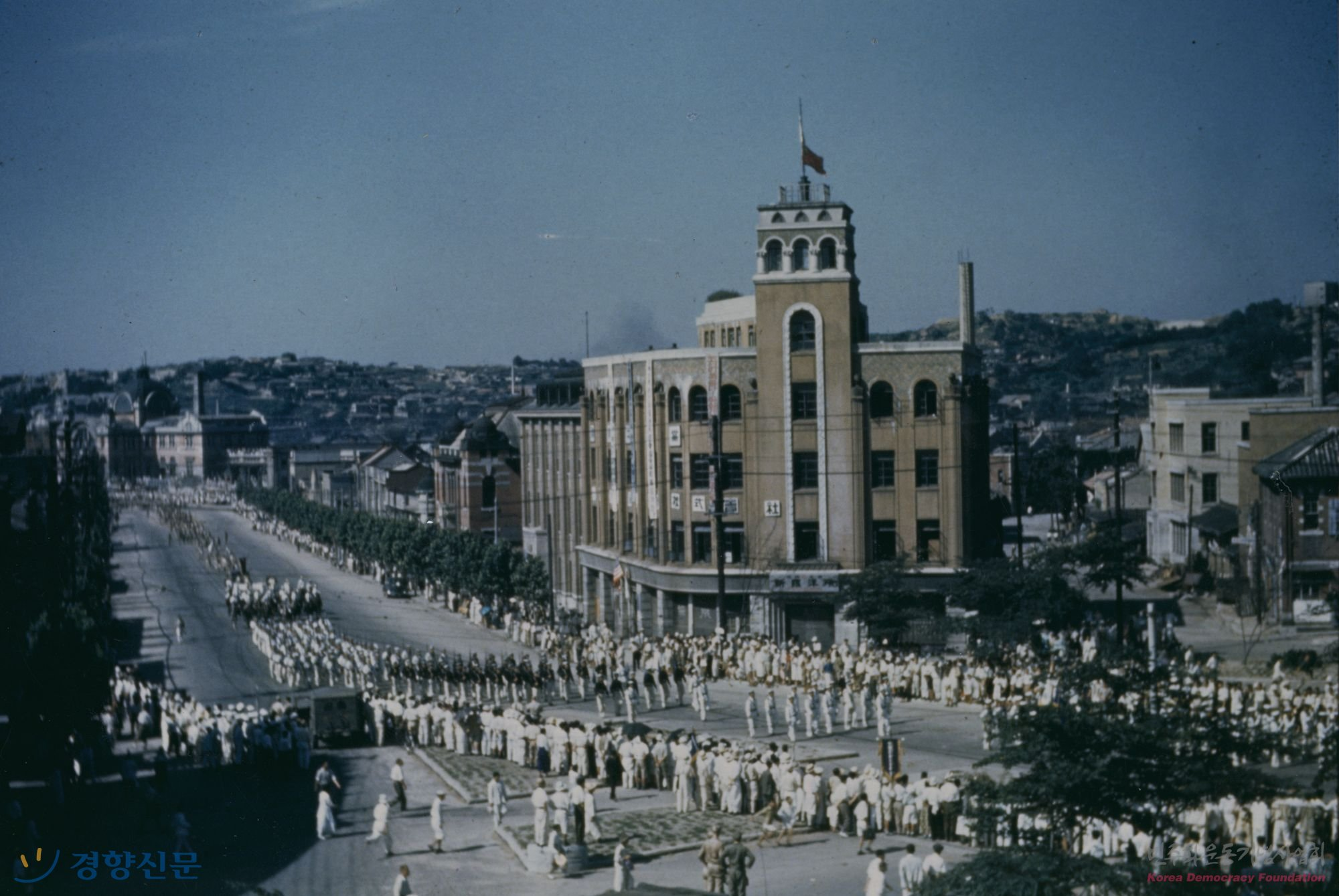
대한민국 정부 수립을 기념하는 국군의 시가 퍼레이드가 세종대로를 지나고 있다.(1948년 8월 15일)

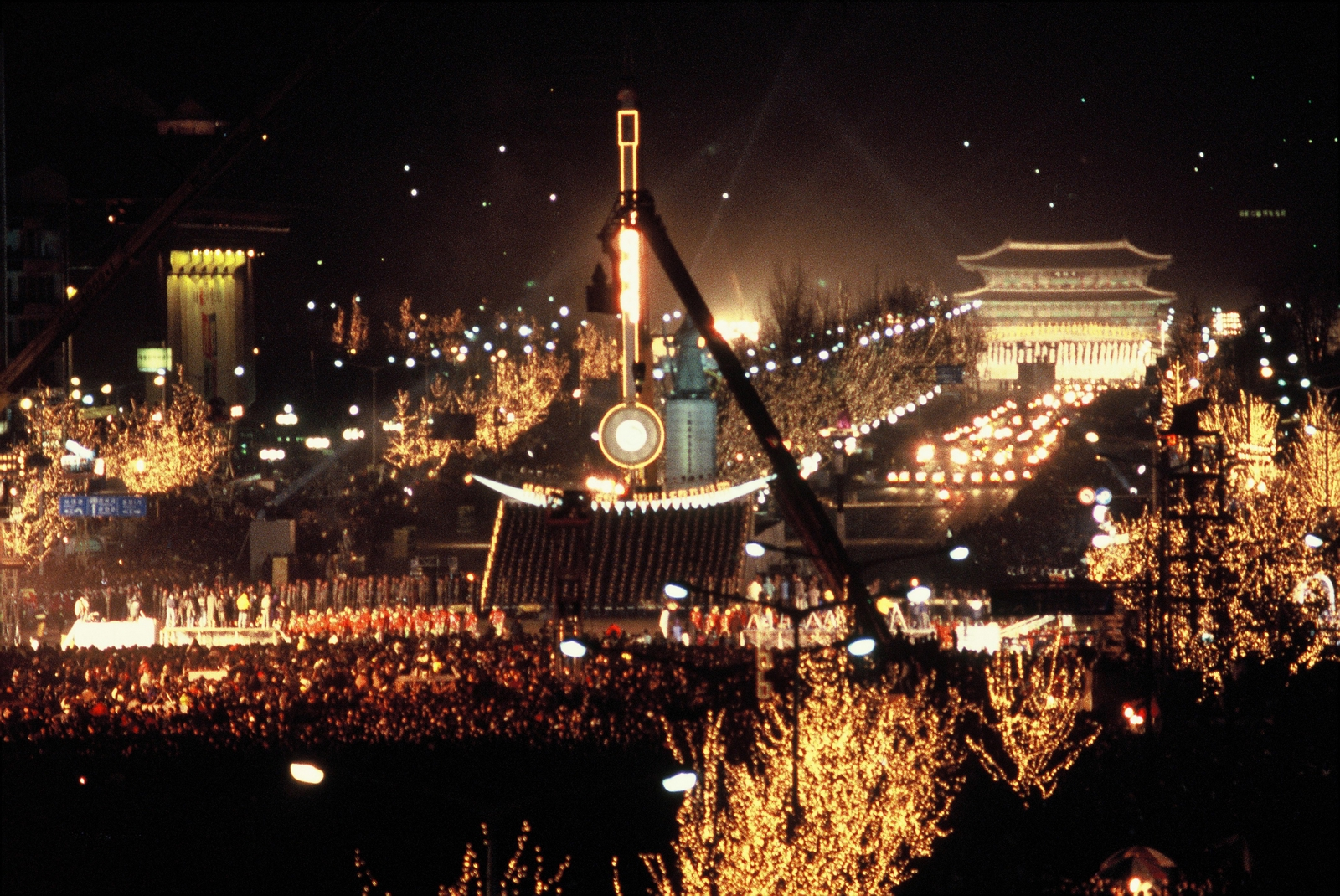
새천년맞이 국민대축제 (2000년 1월 1일)

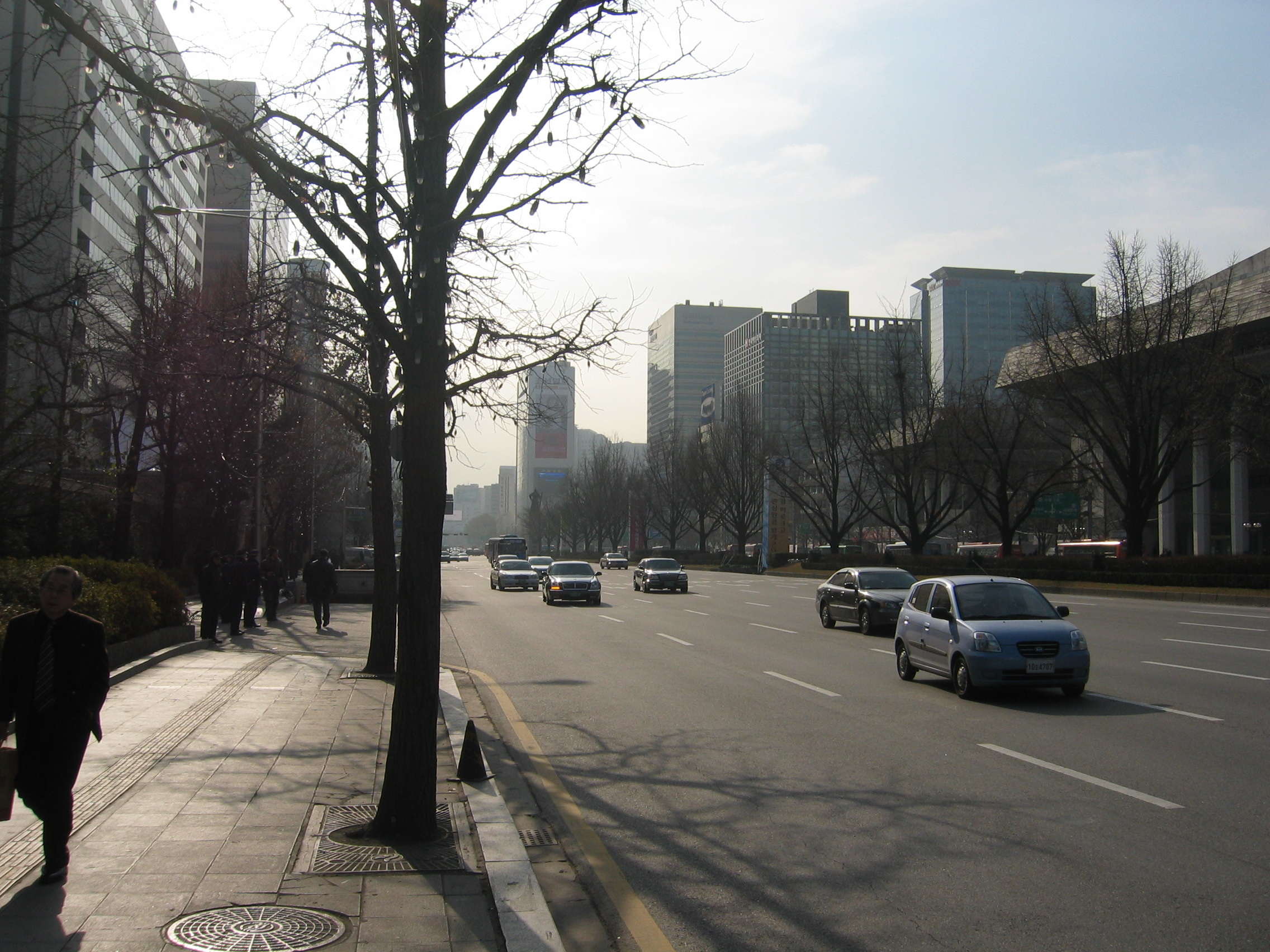
세종로 (2006년, 광화문 광장 건설 이전)

1946년 10월 1일, 세종로와 태평로라는 이름으로 개칭했다. ‘세종로’라는 이름은 조선시대의 왕궁인 경복궁의 앞거리이며 세종의 탄생지인 준수방(俊秀坊)에서 멀지 않다는 이유로 채택했다.
1952년 3월 25일에 세종로를 지금과 같은 노폭으로 확장했다. 그리고 1984년 11월 7일에 가로명(街路名)을 제정할 때 세종로 사거리에서 광화문 삼거리를 각각 기점과 종점으로 정했다.
2008년 5월 27일에 세종로의 종로-광화문 삼거리에 이르는 구간의 6개 차로를 이용해 광화문광장이 착공되었으며, 2009년 중순에 완공되었다. 그해 8월 1일에 서울 시민들에게 개방되었다.
2010년 세종로와 태평로를 합쳐 ‘세종대로’라는 새 이름을 붙였다.

## 노선
- 표기된 서울특별시도는 도로법에 의하여 지정된 관리용 노선이다.
- 연한 파란색(■): 서울특별시도 제24호선 구간
- 연한 초록색(■): 서울특별시도 제24호선 및 서울특별시도 제49호선 중복 구간
- 연한 분홍색(■): 국도 제48호선 및 서울특별시도 제24호선 중복 구간

| 교차로                                | 접속 노선                                     | 소재지                                | 소재지                                | 소재지                                | 비고                                  |
| 서울특별시도 제22호선 한강대로와 직결 | 서울특별시도 제22호선 한강대로와 직결         | 서울특별시도 제22호선 한강대로와 직결 | 서울특별시도 제22호선 한강대로와 직결 | 서울특별시도 제22호선 한강대로와 직결 | 서울특별시도 제22호선 한강대로와 직결 |
| ------------------------------------- | --------------------------------------------- | ------------------------------------- | ------------------------------------- | ------------------------------------- | ------------------------------------- |
| 서울역                                | 서울특별시도 제C1호선 · 제22호선 통일로       | 중구                                  | 회현동                                | 회현동                                |                                       |
| 서울역                                | 서울특별시도 제C1호선 퇴계로                  | 중구                                  | 회현동                                | 회현동                                |                                       |
| 서울역                                | 서울특별시도 제22호선 한강대로                | 중구                                  | 회현동                                | 회현동                                |                                       |
| 숭례문                                | 서울특별시도 제2115호선 남대문로              | 중구                                  | 소공동                                | 소공동                                |                                       |
| 숭례문                                | 서울특별시도 제2115호선 칠패로                | 중구                                  | 소공동                                | 소공동                                |                                       |
| 숭례문                                | 서울특별시도 제2207호선 소월로                | 중구                                  | 소공동                                | 소공동                                |                                       |
| 숭례문                                | 남대문시장길                                  | 중구                                  | 소공동                                | 소공동                                |                                       |
| 숭례문                                | 세종대로5길                                   | 중구                                  | 소공동                                | 소공동                                |                                       |
| 숭례문                                | 세종대로7길                                   | 중구                                  | 소공동                                | 소공동                                |                                       |
| 숭례문                                | 세종대로9길                                   | 중구                                  | 소공동                                | 소공동                                |                                       |
| 시청                                  | 서울특별시도 제49호선 서소문로                | 중구                                  | 소공동                                | 소공동                                |                                       |
| 시청                                  | 세종대로18길                                  | 중구                                  | 소공동                                | 소공동                                |                                       |
| 시청                                  | 서울특별시도 제49호선 소공로                  | 중구                                  | 소공동                                | 소공동                                |                                       |
| 시청                                  | 덕수궁길                                      | 중구                                  | 소공동                                | 소공동                                |                                       |
|                                       | 세종대로20길                                  | 중구                                  | 명동                                  | 명동                                  | 교차로 이름 없음                      |
| 청계광장                              | 서울특별시도 제50호선 청계천로                | 종로구                                | 사직동                                | 종로1.2.3.4가동                       |                                       |
| 세종대로사거리                        | 국도 제6호선 · 서울특별시도 제51호선 새문안로 | 종로구                                | 사직동                                | 종로1.2.3.4가동                       |                                       |
| 세종대로사거리                        | 국도 제6호선 · 서울특별시도 제51호선 종로     | 종로구                                | 사직동                                | 종로1.2.3.4가동                       |                                       |
| 세종대로사거리                        | 새문안로9길                                   | 종로구                                | 사직동                                | 종로1.2.3.4가동                       |                                       |
|                                       | 삼봉로                                        | 종로구                                | 사직동                                | 종로1.2.3.4가동                       | 교차로 이름 없음                      |
| 광화문                                | 국도 제48호선 · 서울특별시도 제C1호선 사직로  | 종로구                                | 사직동                                | 종로1.2.3.4가동                       |                                       |

### 도로안내 노선번호
서울특별시도 중 위의 노선 표에 표기된 관리용 노선 외에 도로안내 노선번호의 지정은 다음과 같다.
- 서울특별시도 제31호선: 시청 교차로(1호선 시청역.대한문) ~ 세종대로사거리
- 서울특별시도 제60호선: 시청 교차로(2호선 시청역) ~ 시청 교차로(1호선 시청역.대한문)

## 촬영
- 1976년 영화 '사랑의 스잔나'
- 2004년 영화 '내 여자친구를 소개합니다'
- 2009년 영화 '전우치'
- 2009년 드라마 '아이리스'
- 2009년 오락 프로그램 '무한도전'
- 2010년 드라마 '신이라 불리운 사나이'
- 2010년 드라마 '로드 넘버원'
- 2010년 영화 해결사

## 부속도로
- ● : 전 구간 해당
- ▲ : 일부 구간 해당
- ✖ : 해당 없음

| 도로명        | 기점             | 종점              | 총연장 (m) | 차량 통행 가능 | 일방통행 | 소재지 | 소재지 |
| ------------- | ---------------- | ----------------- | ---------- | -------------- | -------- | ------ | ------ |
| 세종대로1길   | 남대문로5가 6-24 | 봉래동1가 126-2   | 155        | ●              | ✖        | 중구   | 회현동 |
| 세종대로2길   | 남대문로5가 84-1 | 남대문로5가 84-16 | 218        | ●              | ●        | 중구   | 회현동 |
| 세종대로2가길 | 남대문로5가 12-8 | 남대문로5가 142   | 239        | ▲              | ✖        | 중구   | 회현동 |
| 세종대로2나길 | 남대문로5가 217  | 남대문로5가 118   | 236        | ●              | ✖        | 중구   | 회현동 |
| 세종대로4길   | 남대문로5가 12-2 | 남대문로5가 166   | 239        | ▲              | ✖        | 중구   | 회현동 |
| 세종대로5길   | 봉래동1가 104-1  | 봉래동1가 126-2   | 322        | ●              | ●        | 중구   | 회현동 |
| 세종대로7길   | 남대문로4가 45   | 순화동 7          | 459        | ●              | ✖        | 중구   | 소공동 |
| 세종대로9길   | 태평로2가 120    | 서소문동 58-1     | 407        | ●              | ✖        | 중구   | 소공동 |
| 세종대로11길  | 태평로2가 250    | 서소문동 120-26   | 281        | ●              | ▲        | 중구   | 소공동 |
| 세종대로12길  | 남대문로4가 17-3 | 북창동 108-16     | 189        | ●              | ▲        | 중구   | 소공동 |
| 세종대로14길  | 태평로2가 68-10  | 북창동 93-32      | 223        | ●              | ▲        | 중구   | 소공동 |
| 세종대로16길  | 태평로2가 68-1   | 소공동 117        | 194        | ▲              | ✖        | 중구   | 소공동 |
| 세종대로18길  | 태평로2가 56-3   | 소공동 112-7      | 227        | ●              | ●        | 중구   | 소공동 |
| 세종대로19길  | 정동 3-3         | 정동 3-7          | 156        | ●              | ✖        | 중구   | 소공동 |
| 세종대로20길  | 태평로1가 31     | 무교동 23-4       | 186        | ●              | ●        | 중구   | 명동   |
| 세종대로21길  | 신문로1가 158-1  | 신문로1가 141     | 449        | ●              | ●        | 중구   | 명동   |
| 세종대로21길  | 신문로1가 158-1  | 신문로1가 141     | 449        | ●              | ●        | 종로구 | 사직동 |
| 세종대로22길  | 태평로1가 25     | 무교동 97-2       | 194        | ●              | ●        | 중구   | 명동   |
| 세종대로23길  | 세종로 1-68      | 당주동 128-12     | 378        | ●              | ✖        | 종로구 | 사직동 |

## 주요 기관 및 시설

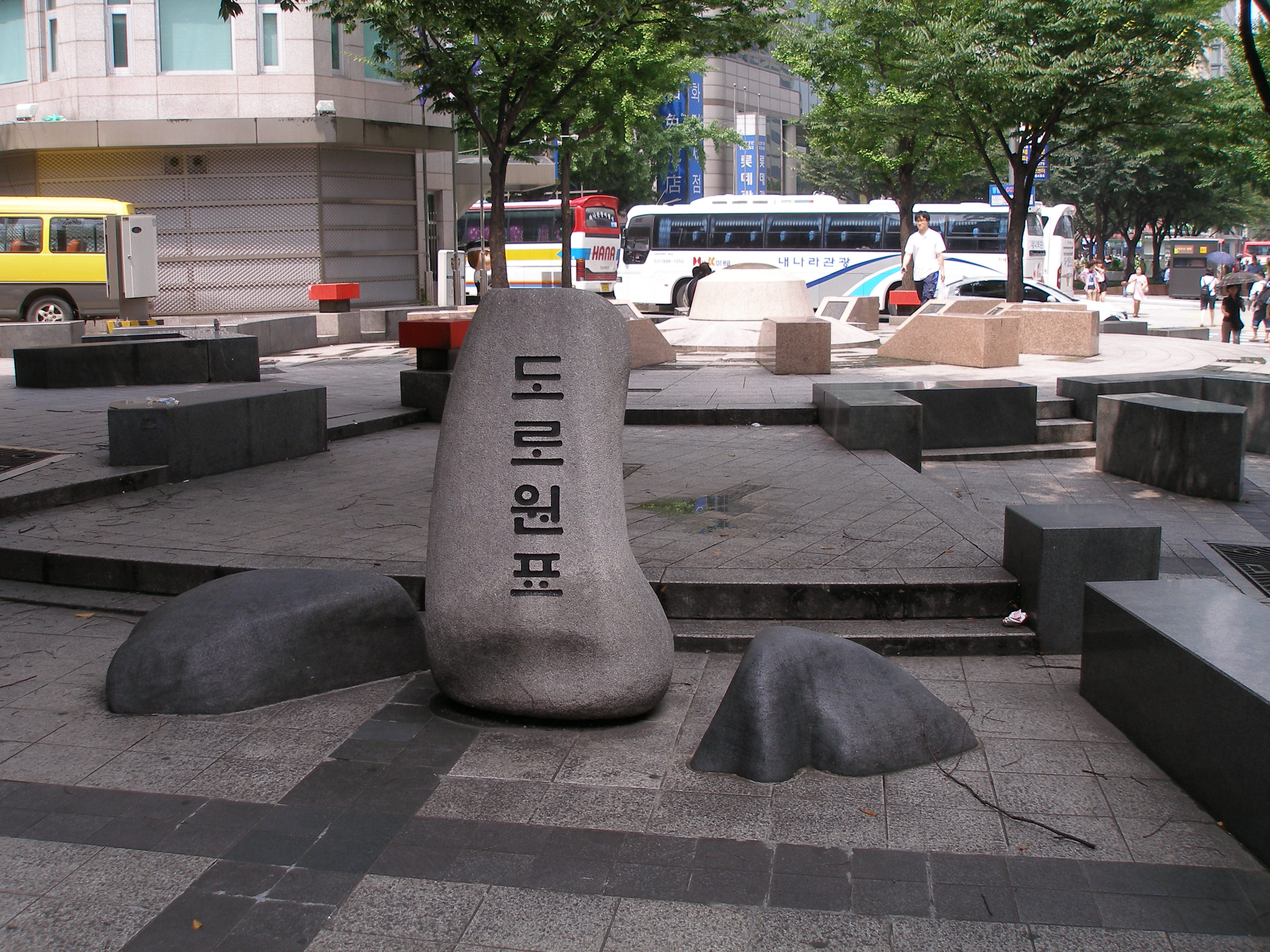
세종대로에 설치된 서울특별시 도로원표

- 경복궁 (서울특별시 종로구 세종대로 광화문 광장)
- 서울 지하철 1호선 서울역 (서울특별시 중구 세종대로 지하2)
- 중소기업은행 남대문지점 (서울특별시 중구 세종대로 17)
- 한국일보 (서울특별시 중구 세종대로 17)
- 대한상공회의소 (서울특별시 중구 세종대로 39)
- 한국공정거래조정원 (서울특별시 중구 세종대로 39)
- SGI서울보증 남대문지점 (서울특별시 중구 세종대로 39)
- 하나은행 상공회의소점 (서울특별시 중구 세종대로 39)
- 숭례문 (서울특별시 중구 세종대로 40)
- 국민은행 남대문지점 (서울특별시 중구 세종대로 50)
- 흥국생명보험 (서울특별시 중구 세종대로 50)
- 삼성생명보험 (서울특별시 중구 세종대로 55)
- 우리은행 삼성센터지점 (서울특별시 중구 세종대로 55)
- 주한 엘살바도르 대사관 (서울특별시 중구 세종대로 55)
- 하나은행 태평로동출장소 (서울특별시 중구 세종대로 64)
- 삼성선물 (서울특별시 중구 세종대로 67)
- 삼성카드 (서울특별시 중구 세종대로 67)
- 삼성증권 (서울특별시 중구 세종대로 67)
- 강북삼성병원 종합검진센터 (서울특별시 중구 세종대로 67)
- 제일모직 (서울특별시 중구 세종대로 67)
- 중국공상은행 서울지점 (서울특별시 중구 세종대로 73)
- 국민은행 삼성센터기업금융지점 (서울특별시 중구 세종대로 73)
- 주한 도미니카 공화국 대사관 (서울특별시 중구 세종대로 73)
- 하나은행 태평로점 (서울특별시 중구 세종대로 73)
- 소공신용협동조합 (서울특별시 중구 세종대로 74)
- 한화갤러리아 (서울특별시 중구 세종대로 92)
- 한화투자증권 금융플라자시청지점 (서울특별시 중구 세종대로 92)
- NH농협은행 태평로금융센터 (서울특별시 중구 세종대로 92)
- 한화종합화학 서울사업장 (서울특별시 중구 세종대로 92)
- 한화생명보험 (서울특별시 중구 세종대로 92)
- 타이 항공 (서울특별시 중구 세종대로 92)
- 덕수궁 (서울특별시 중구 세종대로 99)
- 국립현대미술관 덕수궁관 (서울특별시 중구 세종대로 99)
- 서울 지하철 1호선 시청역 (서울특별시 중구 세종대로 101)
- 서울특별시청 (서울특별시 중구 세종대로 110)
- 서울도서관 (서울특별시 중구 세종대로 110)
- 우리은행 서울시청지점 (서울특별시 중구 세종대로 110)
- 서울신문 (서울특별시 중구 세종대로 124)
- 대한민국 금융위원회 (서울특별시 중구 세종대로 124)
- 한국방송광고진흥공사 (서울특별시 중구 세종대로 124)
- 언론중재위원회 (서울특별시 중구 세종대로 124)
- NH농협은행 광화문금융센터 (서울특별시 중구 세종대로 124)
- 영남일보 (서울특별시 중구 세종대로 124)
- 경남신문 (서울특별시 중구 세종대로 124)
- ABC 뉴스 (서울특별시 중구 세종대로 124)
- 매일신문 (서울특별시 중구 세종대로 124)
- 서울특별시의회 (서울특별시 중구 세종대로 125)
- 조선일보 (서울특별시 중구 세종대로 135)
- 국민은행 태평로출장소 (서울특별시 중구 세종대로 135)
- 한국금융사박물관 (서울특별시 중구 세종대로 135-5)
- 신한은행 광화문점 (서울특별시 중구 세종대로 135-5)
- 주한 싱가포르 대사관 (서울특별시 중구 세종대로 136)
- 중국농업은행 서울지점 (서울특별시 중구 세종대로 136)
- 전북은행 서울지점 (서울특별시 중구 세종대로 136)
- 신한은행 파이낸스센터점 (서울특별시 중구 세종대로 136)
- 에티하드 항공 (서울특별시 중구 세종대로 136)
- SGI서울보증 청계광장지점 (서울특별시 중구 세종대로 136)
- 메릴린치 서울지점 (서울특별시 중구 세종대로 136)
- 서울종로경찰서 세종로파출소 (서울특별시 중구 세종대로 141)
- 동화면세점 (서울특별시 종로구 세종대로 149)
- 우리은행 세종로지점 (서울특별시 종로구 세종대로 149)
- NH투자증권 NH금융플러스광화문금융센터 (서울특별시 종로구 세종대로 149)
- 핀에어 (서울특별시 종로구 세종대로 149)
- 카타르 항공 한국지사 (서울특별시 종로구 세종대로 149)
- 세부퍼시픽 서울사무소 (서울특별시 종로구 세종대로 149)
- NH농협은행 광화문NH금융플러스센터 (서울특별시 종로구 세종대로 149)
- 주한국대북대표부 (서울특별시 종로구 세종대로 149)
- 에어칼린 (서울특별시 종로구 세종대로 149)
- 기독교대한감리회 본부 (서울특별시 종로구 세종대로 149)
- 신문박물관 (서울특별시 종로구 세종대로 152)
- 현대해상화재보험 (서울특별시 종로구 세종대로 163)
- 서울 지하철 5호선 광화문역 (서울특별시 종로구 세종대로 지하172)
- 세종문화회관 (서울특별시 종로구 세종대로 175)
- 중소기업은행 광화문KT출장소 (서울특별시 종로구 세종대로 178)
- 대한민국 원자력안전위원회 (서울특별시 종로구 세종대로 178)
- 소청심사위원회 (서울특별시 종로구 세종대로 178)
- KT 광화문지사 (서울특별시 종로구 세종대로 178)
- 주한 미국 대사관 (서울특별시 종로구 세종대로 188)
- 대한민국역사박물관 (서울특별시 종로구 세종대로 198)
- 정부서울청사 (서울특별시 종로구 세종대로 209)
- NH농협은행 정부중앙청사지점 (서울특별시 종로구 세종대로 209)
- 광화문우체국 정부서울청사우체국 (서울특별시 종로구 세종대로 209)
- 한국대학신문 (서울특별시 종로구 세종대로 209)
- 파이낸셜뉴스 (서울특별시 종로구 세종대로 209)
- 메리츠화재해상보험 서울영업단 (서울특별시 중구 세종대로5길 32)
- 에스원 (서울특별시 중구 세종대로7길 37)
- 오렌지라이프 (서울특별시 중구 세종대로7길 37)
- 신한은행 본점 (서울특별시 중구 세종대로9길 20)
- 신한금융지주회사 (서울특별시 중구 세종대로9길 20)
- 신한금융투자 남대문센터 (서울특별시 중구 세종대로9길 20)
- CJ대한통운 본사 (서울특별시 중구 세종대로9길 53)
- 대한예수교장로회 서소문교회 (서울특별시 중구 세종대로11길 39)
- 신한은행 소공중앙점 (서울특별시 중구 세종대로18길 16)
- 주한 영국 대사관 (서울특별시 중구 세종대로19길 24)
- 대한성공회 서울주교좌성당 (서울특별시 중구 세종대로21길 15)
- 사회복지공동모금회 (서울특별시 중구 세종대로21길 39)
- TV조선 (서울특별시 중구 세종대로21길 40)
- 대한예수교장로회 새문안교회 (서울특별시 종로구 세종대로23길 47)

## 같이 보기
- 광화문광장
- 육조거리
- 태평로
- 새문안로
- 서소문로
- 소공로
- 한강대로
- 종로
- 정부서울청사
- 가스미가세키

## 사진

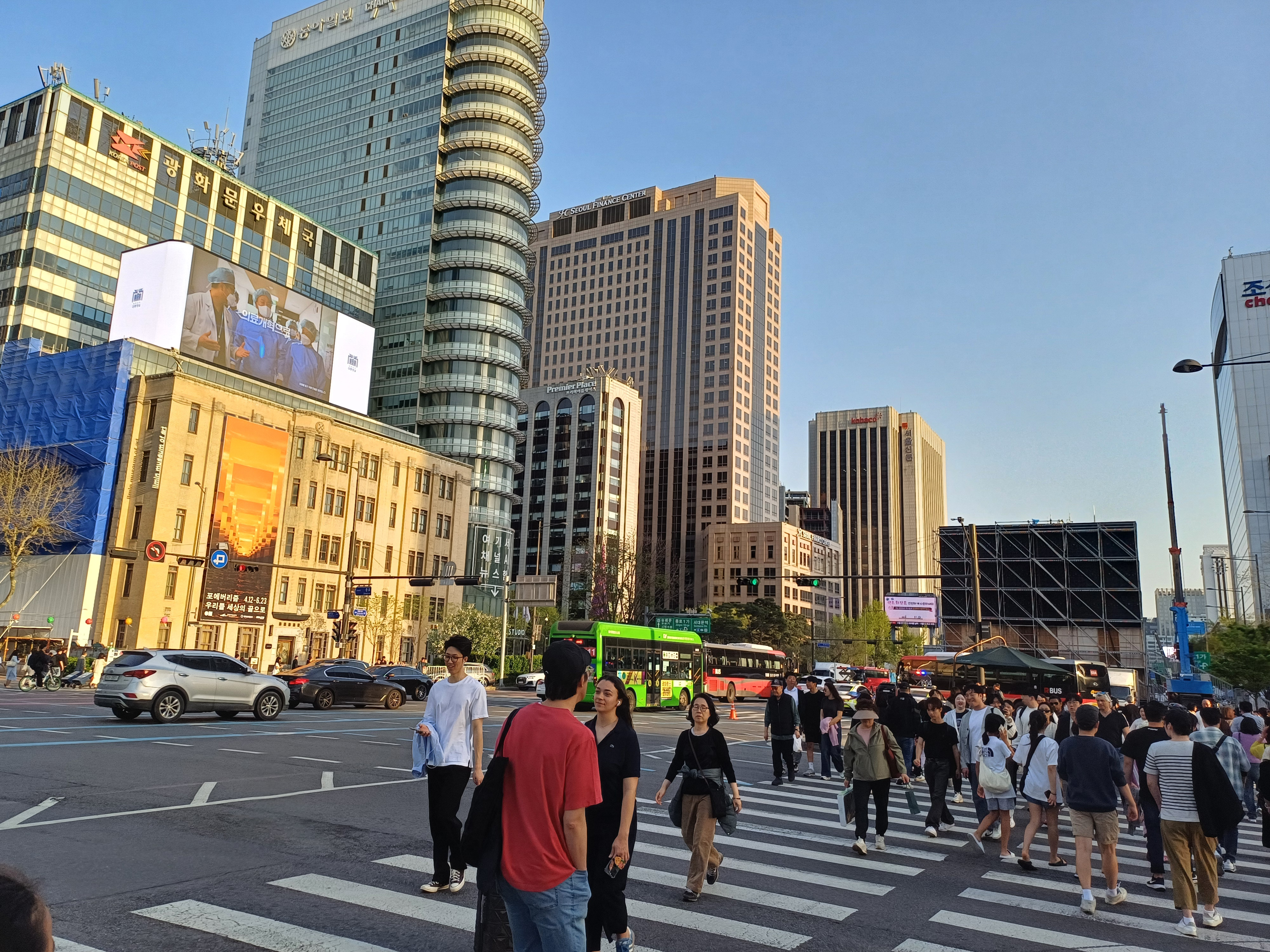
세종대로사거리 (종로, 새문안로 교차지점)
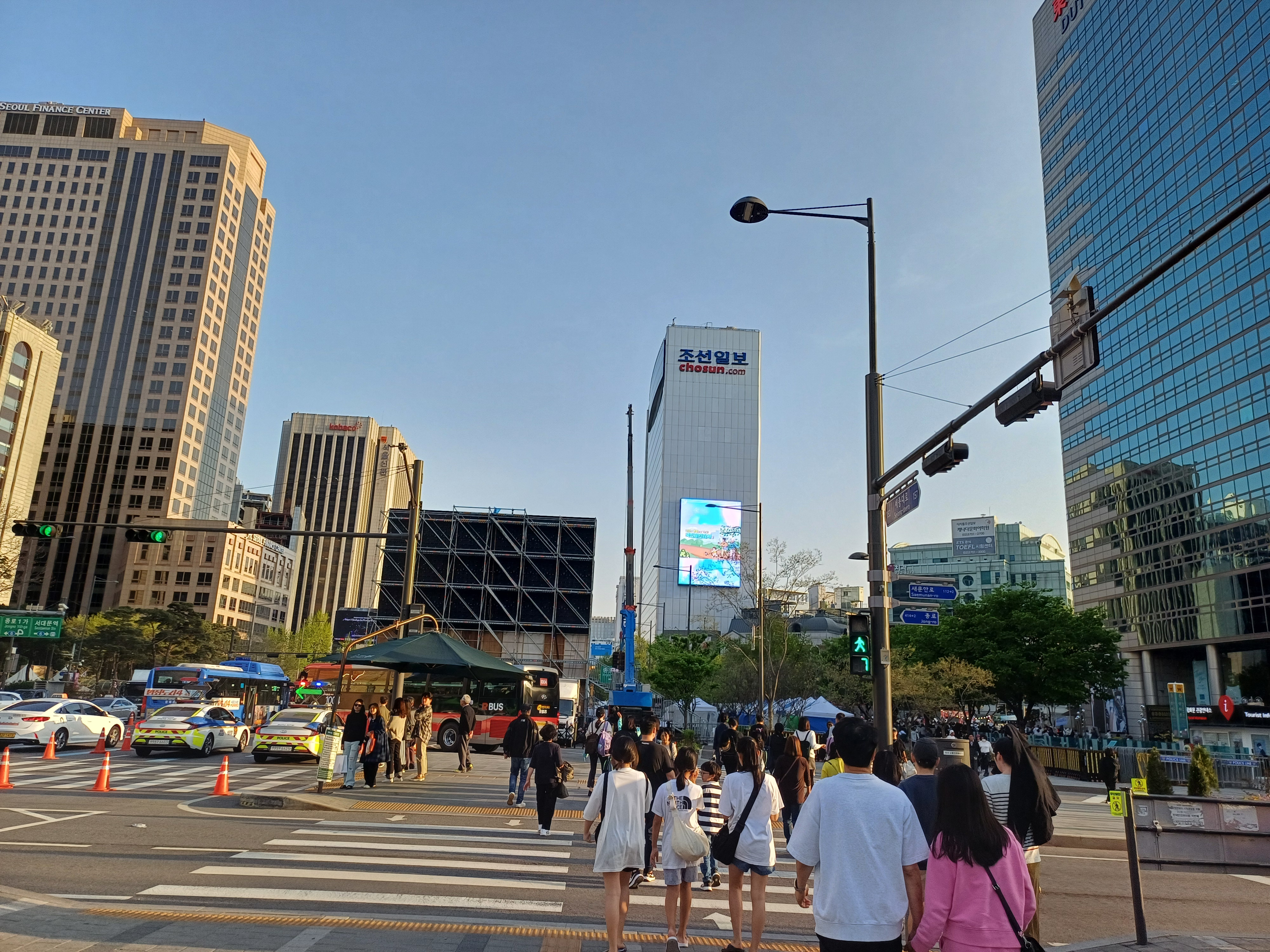
세종대로사거리 2